# Мия, Наджир
Наджир Мия (непальск. नजिर मियाँ) — непальский политический и государственный деятель, губернатор Судурпаштин-Прадеш (с 2024).

## Биография
В ранние годы своей политической карьеры Мия вступил в «Коммунистическую партию Непала», членом которой являлся до 2024 года.
15 марта 2024 года президент Рам Чандра Паудел назначил его преемником Дева Раджа Джоши на посту губернатора Судурпаштин-Прадеш по рекомендации Правительства и Совета министров Непала.